# Кадр
Кадр (от фр. cadre — «оправа, рамка») — фрагмент кино- или видеоряда, отдельное изображение или отрезок киноплёнки (кадры).

## Кадр как одиночное изображение
Кадр фотографический — единичное фотографическое изображение объекта съёмки. Границы кадра устанавливаются кадрированием на этапах съёмки, обработки и печати.
Кадр телевизионный — полное однократное телевизионное изображение, обычно состоящее из двух полукадров, первый из которых содержит только нечётные, а второй — только чётные строки кадра.

### Монтажный кадр
Монтажный кадр, монтажный план — отрезок киноплёнки или часть видеозаписи между двумя монтажными склейками или от момента пуска камеры до её остановки. Монтажный кадр является основной производственной единицей кинофильма и содержит определённый смысловой отрезок (момент действия).
Работа монтажёра заключается в соединении монтажных кадров в фильм в соответствии с монтажным листом или режиссёрским сценарием.
Сценарный кадр — в постановочном сценарии фильма описание соответствующего монтажного кадра, происходящего в нём действия.
Кадр — монтажное понятие в кинематографе, обозначающее отрезок киноплёнки, на котором запечатлено непрерывное действие между пуском и остановкой киносъёмочного аппарата, или между двумя монтажными склейками. Неподвижное фотографическое изображение на киноплёнке (в мультфильме — один из рисунков) называется «кадриком». Обычно одна секунда звукового кинофильма содержит 24 кадрика (в малобюджетном мультфильме — 12 кадриков). Размер одного кадрика на 35-мм киноплёнке обычного формата составляет 22×16 мм, широкоэкранного — 22×18 мм.

### Кадры в цифровом видео
В цифровом видео метод хранения кадра зависит от предназначения файла.
В конечном, предназначенном для просмотра формате (VCD, DVD, AVI, MKV) хранится не сам кадр, а лишь его отличие от предыдущего кадра. Для реализации такого подхода используется один из алгоритмов сжатия данных. Сжатие видеоматериала значительно сокращает объём дискового пространства, необходимый для его хранения. Так, например, алгоритм сжатия в популярном стандарте MPEG-4 обеспечивает экономию памяти в 15-30 раз. Однако это затрудняет доступ к отдельным произвольным кадрам, поскольку для доступа к кадру нужно распаковать все предыдущие кадры в блоке, в котором находится нужный кадр, что требует некоторого времени, или хранить весь блок в распакованном виде, что требует немало памяти.
Для целей монтажа применяют менее экономные, но более пригодные для эффективной обработки кодеки DV, MJPEG и другие. В них кадры могут быть показаны в произвольном порядке с меньшими затратами процессорных ресурсов компьютера.

### Формат кадра
Формат кадра — размеры единичного изображения на фотоматериале, определяющиеся конструкцией фотоаппарата или киносъёмочного оборудования и соответствующие размерам кадрового окна аппарата.
Номинальные размеры кадрового окна киносъёмочных аппаратов и кинопроекторов разных кинематографических систем:
| Тип плёнки                                | Формат кадра                              | Ширина                                    | Высота                                    | Пример оборудования                       |                                           |                                           |
| Кадровое окно киносъёмочного аппарата, мм | Кадровое окно киносъёмочного аппарата, мм | Кадровое окно киносъёмочного аппарата, мм | Кадровое окно киносъёмочного аппарата, мм | Кадровое окно киносъёмочного аппарата, мм | Кадровое окно киносъёмочного аппарата, мм | Кадровое окно киносъёмочного аппарата, мм |
| ----------------------------------------- | ----------------------------------------- | ----------------------------------------- | ----------------------------------------- | ----------------------------------------- | ----------------------------------------- | ----------------------------------------- |
| Широкоформатный, 70-мм                    | 51,3×23                                   | 51,3 (min)                                | 23,0±0,5                                  | 1КСШР, 70КСК                              |                                           |                                           |
| Широкоэкранный, 35-мм                     | 21,95×18,6                                | 21,95 (min)                               | 18,6 +0,2                                 | «Конвас-автомат» 1КСРШ                    |                                           |                                           |
| Обычный, 35-мм                            | 21,95×16                                  | 21,95 (min)                               | 16,0 +0,5                                 | «Конвас-автомат» 1КСР, 1КСР-1М            |                                           |                                           |
| Супер-35, 35-мм                           | 24,9×18,7                                 | 24,9 (min)                                | 18,7 +0,3                                 | Arriflex 435 Xtreme                       |                                           |                                           |
| Узкоплёночный, 16-мм                      | 10,05×7,45                                | 10,05 (min)                               | 7,45 +0,15                                | «Кинор 16СХ-2М», «Красногорск»            |                                           |                                           |
| Супер-16, 16-мм                           | 12,52×7,41                                | 12,52 (min)                               | 7,41 +0,15                                | Arriflex 16SR                             |                                           |                                           |
| Узкоплёночный, 8-мм (обычная)             | 4,7×3,55                                  | 4,7 (min)                                 | 3,55 +0,15                                | «Спорт», «Кама», «Экран»                  |                                           |                                           |
| Узкоплёночный, 8-мм (тип «С»)             | 5,69×4,12                                 | 5,69 (min)                                | 4,12 +0,1                                 | «Кварц 2×8S-2», «ЛОМО-220»                |                                           |                                           |
| Кадровое окно кинопроектора, мм           |                                           |                                           |                                           |                                           |                                           |                                           |
| IMAX, 70-мм                               | 70,4×52,6                                 | 52,60                                     | 70,40                                     |                                           |                                           |                                           |
| Широкоформатный, 70-мм                    | 48,59×22                                  | 48,59                                     | 22,0 −0,20                                | КП-15                                     |                                           |                                           |
| Широкоэкранный, 35-мм                     | 21×18,2                                   | 21,10                                     | 18,20 −0,30                               | 23КПК                                     |                                           |                                           |
| Обычный, 35-мм                            | 21,1×15,3                                 | 21,10                                     | 15,30 −0,30                               | 23КПК                                     |                                           |                                           |
| Узкоплёночный, 16-мм                      | 9,7×7,26                                  | 9,70                                      | 7,26 −0,15                                | П16П1 «Украина-5»                         |                                           |                                           |
| Узкоплёночный, 8-мм (обычная)             | 4,51×3,3                                  | 4,51                                      | 3,30 (max)                                | «Русь»                                    |                                           |                                           |
| Узкоплёночный, 8-мм (тип «С»)             | 5,46×4                                    | 5,46 (max)                                | 4,01 (max)                                |                                           |                                           |                                           |

Размеры кадрового окна фотоаппаратов разных форматов:
| Тип плёнки | Ширина плёнки | Формат кадра | Ширина, мм | Высота, мм | Rmax | Пример оборудования              |
| ---------- | ------------- | ------------ | ---------- | ---------- | ---- | -------------------------------- |
|            | 16            | 12×17        | 12,0 +0,5  | 17,0 +0,5  | 0,3  | Киев-Вега                        |
|            | 16            | 14×21        | 14,0 +0,5  | 21,0 +0,5  | 0,3  | «Нарцисс»                        |
|            | 35            | 18×24        | 17,5 +0,5  | 24,0 +0,5  | 0,4  | «ФЭД-Микрон», «Чайка», «Агат-18» |
|            | 35            | 24×36        | 24,0 +0,8  | 36,0 +0,8  | 0,4  | «Зенит»                          |
|            | 35            | 28×28        | 28,0 +0,8  | 28,0 +0,8  | 0,4  |                                  |
|            | 61,5          | 45×60        | 41,0 ±1,0  | 57,0 ±1,0  | 0,8  | Bronica ETRS                     |
|            | 61,5          | 60×60        | 57,0 ±1,0  | 57,0 ±1,0  | 0,8  | Hasselblad                       |
|            | 61,5          | 60×90        | 57,0 ±1,0  | 82,0 ±1,0  | 0,8  | Fuji GSW 690                     |
|            | 70            | 60×70        | 57,0 ±1,0  | 72,0 ±1,0  | 0,8  | Pentax 6×7                       |